# Cnidoscolus bahianus
Cnidoscolus bahianus là một loài thực vật có hoa trong họ Đại kích. Loài này được (Ule) Pax & K.Hoffm. mô tả khoa học đầu tiên năm 1931.